# Elektrėnai
Elektrėnai è una città della Lituania, situata nella contea di Vilnius, nella parte sud-orientale del paese. Fondata nel 1961 in concomitanza con la costruzione di una centrale elettrica, la città si trova a circa 48 km a ovest della capitale Vilnius. È attraversata dall'autostrada A1 e dalla linea ferroviaria che collega Vilnius a Kaunas.

## Geografia fisica
La città è situata sulle rive del fiume Neris e nei pressi del corso inferiore del Nemunas. Nel territorio comunale si trovano circa cento laghi, sia naturali che artificiali, caratterizzati da una modesta profondità.

## Storia
Nel XIV secolo, i dintorni di Elektrėnai facevano parte del Ducato di Trakai; nel 1413 passarono al Voivodato di Trakai. Il territorio era attraversato da antiche vie percorse abitualmente dalle truppe dell'Ordine teutonico. Nel 1348, a diversi chilometri dall'attuale centro abitato, lungo il fiume Strėva, si combatté una grande battaglia in cui migliaia di lituani persero la vita.
Nella zona si trovano alcuni siti legati all'antica religione lituana, tra cui Perkūnkiemis, noto come il "Cortile del Tuono". Fino al XX secolo, il villaggio situato nell’area dove oggi sorge la centrale elettrica era conosciuto come Bajorkaimis, ovvero il "Villaggio dei Nobili".
Nel corso della storia, diverse battaglie furono combattute nella regione di Elektrėnai, in particolare durante il periodo delle guerre di indipendenza della Lituania. In questo contesto, il soldato Stasys Raštikis si distinse sul fronte di Žiežmariai. Raštikis, originario di Kuršėnai, servì nell'esercito imperiale russo durante la Prima Guerra Mondiale e, dopo il suo ritorno in Lituania nel 1918, si unì all'esercito lituano. Partecipò attivamente alla guerra lituano-sovietica e, successivamente, divenne comandante dell'esercito lituano, raggiungendo il grado di generale divisionale nel 1940. A seguito della dichiarazione di indipendenza della Lituania nel 1918, il territorio di Elektrėnai fu incluso nella parrocchia di Kietaviškės. La parrocchia di Kietaviškės ha una lunga storia, con la prima chiesa menzionata nel 1504. La chiesa attuale fu costruita nel 1676 e ha servito come centro religioso per la comunità locale.
Nell'aprile del 1960 fu deciso di costruire una centrale elettrica con una capacità di 1800 MW, situata a metà strada tra Vilnius e Kaunas. Il 12 settembre 1961, la realizzazione delle dighe sul fiume Strėva provocò l’allagamento controllato della valle, dando origine a otto nuovi laghi. Le vecchie isole, tra cui una nota per ospitare la più grande colonia di cicogne bianche d'Europa, furono sommerse, mentre emersero nuove isole. Attualmente, l’acqua di questi laghi copre un'area di 1240 ettari, pari a 12,4 kmq, e raggiunge una profondità massima di 30 metri. A seguito dell’inondazione, oltre 140 fattorie situate nei villaggi di Perkūnkiemis, Anykšta, Lekavičiai, Raistinė, Šarkinė e in altre località furono trasferite.
Il 10 luglio 1961 fu posata la prima pietra dell’impianto, ma già nella primavera del 1960 erano iniziati i lavori per la creazione di un insediamento permanente nei pressi del piccolo villaggio di Lekavičiai, sulla costa sud-occidentale del lago Puikinas. Il 19 aprile 1962, il nuovo centro abitato fu ufficialmente denominato Elektrėnai.
Il progetto urbanistico della città fu realizzato dagli architetti B. Kasparavičienė e K. Bučas.

## Araldica
Il blasone è composto da tre fulmini gialli su fondo blu, che simboleggiano l'illuminazione e l'elettricità; la stella in basso a destra rappresenta i villaggi sommersi, mentre la stella in alto a sinistra rappresenta l'odierna città e le sue luci. La bandiera gialla della città riproduce il blasone stesso. L'autore del blasone e della bandiera è l'artista Rolandas Rimkūnas.

## Monumenti e luoghi d'interesse
- Chiesa cattolica di Maria Regina dei Martiri: costruita nel 1996 per celebrare i 700 anni dalla fondazione della Lituania.
- Villaggio di Grabijolai: situato presso il fiume Neris, risale alla metà del XVIII secolo.
- "Museo della strada": contiene ed espone oggetti che riflettono la storia delle strade lituane dai tempi dell'Impero romano ai giorni nostri.

## Sport

### Hockey
Elektrėnai ha una forte tradizione nell'hockey su ghiaccio: è infatti la città natale del campione Darius Kasparaitis, che giocò con notevole successo nell'allora Unione Sovietica e, successivamente, negli Stati Uniti, così come di Dainius Zubrus. Nel 2004 è stata sede di alcune partite della Coppa del Mondo di hockey su ghiaccio.

## Amministrazione

### Gemellaggi
- Forlì, Italia
- Novy Dvor Mazoviecki, Polonia
- Žovkva, Ucraina